# Limnophilomyia (Limnophilomyia) edwardsomyia
Limnophilomyia (Limnophilomyia) edwardsomyia is een tweevleugelige uit de familie steltmuggen (Limoniidae). De soort komt voor in het Afrotropisch gebied.